# Paul Robinson (Neighbours)
Paul Stewart Robinson es un personaje ficticio de la serie de televisión australiana Neighbours, interpretado por el actor australiano Stefan Dennis desde el 18 de marzo de 1985 hasta 1992, apareció brevemente en 1993 y regresó nuevamente en el 2004 donde interpreta a Paul hasta ahora.

## Antecedentes
Paul es el hijo mayor de Jim Robinson y Ann Daniels. Es hermano de Scott y Lucy y medio hermano de Julie, Glen y Jill. Cuando Paul tenía doce años su madre murió cuando daba a luz a Lucy.
Paul considera a Donna Freedman como a una hija. Cuando descubre que Steph fue la responsable de la muerte del esposo de Donna, Ringo, Paul siente que mataron al esposo de su hija y jura hacer pagar a Steph cueste lo que cueste.

## Biografía
Después de una relación turbulenta en 1985 Paul se casó con Terry Inglis, sin embargo un año después la relación se terminó cuando Paul se enteró de que Terry le había disparado a su exmarido, poco después Terry le disparó a Paul, fue arrestada y en la cárcel se suicidó.
Más tarde Paul conoció a Gail Lewis por segunda, ambos decidieron casarse por conveniencia solo para conseguir un acuerdo de negocios, sin embargo poco después Paul y Gail comenzaron a desarrollar verdaderos sentimientos entre ellos. Poco después Paul se entera de que es padre de Amy Robinson, hija que tuvo con Nina Williams.
Después de que Gail se sometiera a una fertilización invitro quedó embarazada de trillizos, cuando Paul comenzó a trabajar de más y alejarla, Gail decidió dejarlo y mudarse a Tasmania en donde dio a luz a Elle, Robert y Cameron, más tarde la pareja se divorció.
Paul le arrendó su casa a las gemelas Christina y Caroline Alessi, después de una breve relación y un rápido compromiso Paul y Christina se casaron, poco después Christina quedó embarazada y dio a luz a Andrew Robinson, sin embargo Paul la engañó con Caroline, pero más tarde Christina lo perdonó y se fueron de viaje a Hawái.
Paul regresó cuando su cuñado Philip Martin se vio envuelto en un escándalo de fraude. Más tarde Paul viajó a Brasil para reunirse con Cristina, pero regresa de nuevo para el cumpleaños de Helen, pero se ve obligado a huir del país cuando se enfrenta por cargos de fraude. Cuando Paul regresa a Australia por la muerte de Helen es condenado a siete años en prisión. Cuando el complejo Lassiter se incendió, Paul se unió a la gente y vio el incendio, más tarde se reveló que Paul había iniciado el fuego y que había matado a Gus Cleary, cuyo cuerpo fue encontrado entre los escombros.
Más tarde se hizo amigo de Dylan Timmins y desarrollaron una relación de padre e hijo. Paul comenzó una aventura con Liljana Bishop, pero esta terminó cuando Liljana se dio cuenta de que seguía amando a su esposo David y regresó.
Cuando Pual huía de unos ladrones por el bosque, se cayó de un acantilado, cuando fue encontrado lo llevaron de inmediato al hospital donde Karl Kennedy tuvo que apuntarle su pierna, debido a la lesión que tenía en esta. Poco después comenzó una relación con Isabelle Hoyland, quien lo engañó haciéndole creer que lo amaba solo para tener un lugar donde vivir. Más tarde Paul organizó un viaje hacia Launceston, Tasmania para celebrar los 20 años del Hotel Lassiter, pero durante el vuelo una bomba explotó y el avión se estrelló en el mar. Los cuerpos de Liljana y Serena se pierden en el océano y el de David fue encontrado unos días después. 
Poco después Paul terminó su relación con Izzy y comenzó a recibir notas amenazantes por parte de Harold Bishop, quien no pudo soportar el dolor de haber perdido a su familia, cuando Harold descubre una nota de David acusando a Paul por arruinar su vida lo ataca, Paul sobrevive pero no sabe quién trató de matarlo, poco después Harold le confiesa a Paul todo y este lo perdona. Más tarde se revela que el hijo de Paul, Robert Robinson fue quien plantó la bomba. Cuando Gail regresa ella y Paul hacen una boda falsa para hacer que Robert salga de su escondite, esto resulta y Robert le dispara a su padre en el pecho, pero Paul se recupera y Robert es arrestado.
Cuando su otro hijo Cameron Robinson, fue asesinado accidentalmente por Max Hoyland, Paul decide tomar venganza y trata de dispararle pero se arrepiente y no lo hace. Poco después trata de regresar con Gail pero cuando la engaña con otra mujer Gail decide irse. 
Luego comienza una relación con Lyn Scully y le propone matrimonio, pero Paul pronto se encuentra atraído por Rosetta Cammeniti y comparten un beso, cuando se casan Paul le confiesa a Lyn el besó con Rosetta, Lyn devastada deja la calle Ramsay y el matrimonio es "anulado", más tarde Paul comienza una relación con Pepper Steiger.
Dylan Timmins es tratado por toxinas en su cuerpo, cuando se entera de que Paul es responsable de tirar los desperdicios químicos que ocasionaron su problema, lo confronta y secuestra, cuando comienza a jugar juegos mentales con él, lo empuja hacia un precipicio pero se arrepiente y lo salva. Poco después comienza a manipular a su hija Elle Robinson lo que ocasiona que ella y Dylan rompan, Elle molesta con su padre decide vengarse y lo deja sin nada. 
Cuando Paul descubre que tiene un tumor cerebral comienza a ver visiones y entre ellas aparece Fox, en el hospital se entera de que deben de remover su tumor o sino podría morir. Cuando Elle se da cuenta de que su padre está perdiendo la cabeza Paul decide hacerse la cirugía, pero es tratado por la falsa "Doctora" Charlotte Stone, quien más tarde es arrestada por empeorar la condición de Paul, ya que por su culpa él pierde la memoria.
Cuando Elle se da cuenta de que su padre no recuerda nada decide mentirle en un intento por cambiar las cosas, pero Paul descubre que su hija le está mintiendo. Cuando Gail regresa a Erinsborough le dice a Paul la verdad y él decide cambiar su actitud. Paul y Gail regresan pero Gail pronto se da cuenta de que no puede estar con él y la relación termina.
Más tarde cuando Rebecca Napier llega a la calle Ramsay, le dice a Paul que cree que él es el padre de su hijo Oliver Barnes, pero después de realizarse una prueba de ADN, se revela que no es. Poco después Paul se enamora de Rebecca y forma una buena relación con Oliver y Declan Napier, Paul y Rebecca comienzan a salir y se mudan juntos.
Cuando Paul recuerda que mató a Gus, Elle trata de convencerlo de lo contrario, sin embargo él decide ir y confesarlo a la policía y a la hermana de Gus, Laura Davidson. Laura y su novio Nick Thompson comienzan a chantajear a Paul para quitarle dinero y luego secuestran a Declan, pero él logra escaparse.
Paul tiene una aventura con Kirsten Gannon e intenta sobornar a Kirsten con dinero para que no se lo diga a Rebecca, cuando Elle se entera de la aventura de su padre lo confronta y le dice que si no termina la aventura le contará todo a Rebecca, Paul decide terminarla y poco después le pide matrimonio a Rebecca y ella acepta.
Más tarde comienza a ser chantajeado y descubre que la chantajista es Lyn Scully, quien sabe de la aventura de Paul. Lyn le cuenta todo a Susan Kennedy quien decide contárselo a Rebecca, quien termina su relación y compromiso con Paul.
Cuando comienza un incendio que termina matando a Marco Silvani, por un tiempo se piensa que Paul es el culpable, pero más tarde se revela que el verdadero culpable es Jay Duncan, un bombero local. Luego Paul comienza a salir con Cassandra Freedman, pero el romance termina cuando Paul se entera de que Cassandra lo estaba usando por su dinero y cuando se da cuenta de que todavía amaba a Rebecca.
Rebecca lo perdona y regresan, pero cuando Elle descubre que Helen dejó parte de la fortuna de los Robinson a la hija secreta de Anne, Jill Ramsay, la cual fue el resultado de una aventura de Anne con Max Ramsay, comienza a preocuparse que su padre intentara quitársela. Poco después cuando Jill muere en el hospital después de ser atropellada, la culpa recae en Paul sin embargo luego se revela que no fue su culpa y los cargos en su contra son retirados.
En el 2009 durante la boda de Paul y Rebecca, esta es interrumpida por Lynn quien anuncia en plena ceremonia que ella y Paul siguen casados, ya que nunca firmó los papeles de divorcio que él el mando. Poco después Lynn decide firmar el divorcio y en Navidad Paul sorprende a Rebecca casándose con ella en Charlies. Durante la recepción el hijo más joven de Paul, Andrew Robinson aparece y Paul lo invita a mudarse con ellos.
Más tarde Paul compra Pirate Net y la convierte en una estación comercial, sin embargo cuando comienza a tener problemas financieros decide no contárselo a Rebecca. Cuando Declan se entera decide contárselo a su madre quien lo confronta, al inicio Paul no le dice la verdad pero cuando Rebecca lo amenaza con divorciarse de él, decide contarle todo.
En el 2010 comienza a tener problemas con Jim Dolon, un constructor que trabajó en Lassiters. Poco después Paul decide ir a la obra de Jim y altera el andamiaje para hacer parecer que el lugar de construcción es inseguro, luego llama a un encargado de seguridad. Sin embargo cuando se entera de que Donna Freedman sufrió un accidente en la construcción comienza a sentirse culpable y preocupado por ser descubierto. Cuando Declan descubre que Paul es el responsable este le echa la culpa a Declan, pero al descubrir el plan de Paul lo obliga a destruir las evidencias fabricadas en su contra.
Durante la recepción de la boda de Donna y Ringo Brown, alguien llega por detrás de él y lo empuja desde el segundo piso de Lassiter. Paul es inmediatamente llevado al hospital Erinsborough en condición crítica, poco después el Detective Mark Brennan comienza a interrogar a los residentes y pronto los principales sospechosos son Diana Marshall, Lyn Scully, Andrew Robinson, Declan Napier y Rebecca Robinson.
Más tarde en el 2010 durante la recepción de la boda de Ringo y Donna Brown, Paul es empujado desde el segundo piso del hotel Lassiter, cuando lo encuentran es llevado inmediatamente al hospital donde entra en coma; impresionado por lo sucedido Declan le pide a Kate que le proporcione una coartada a Rebecca y ella acepta. Más tarde Declan alienta a su madre para que deje de sufrir a lado de Paul y para que se divorcie de él. Cuando Paul se despierta no recuerda quien fue el responsable. 
Más tarde en el 2010 durante la recepción de la boda de Ringo y Donna Brown, Paul es empujado desde el segundo piso del hotel Lassiter, cuando lo encuentran es llevado inmediatamente al hospital donde entra en coma; impresionado por lo sucedido Declan le pide a Kate que le proporcione una coartada a Rebecca y ella acepta. Más tarde Declan alienta a su madre para que deje de sufrir a lado de Paul y para que se divorcie de él. Cuando Paul se despierta no recuerda quien fue el responsable. 
Declan alienta a su madre para que deje de sufrir al lado de Paul y le lleva los papeles de divorcio, Rebecca los firma, pero luego le dice a Declan que ha decidido darle una segunda oportunidad a su matrimonio, ya que Paul sabe todo. Declan le dice que deben de irse y cuando comienzan a empacar, Kate llega, Declan le dice que él fue el responsable del accidente, pero Rebecca luego revela que ella fue quien empujó a Paul.
Después de la llegada de Samantha Fitzgerald, Paul se une a ella para hacer caer y pagar a Stephanie Scully por la muerte del esposo de Donna, Ringo Brown. En abril del 2014 su sobrina Kate recibe un disparo y muere minutos después en el hospital lo que deja devastado a Paul.

## Víctimas
- Gus Cleary - murió a causa de un incendio que Paul había ocasionado.